# Nowosiółki (rejon rówieński)
Nowosiółki (ukr. Новосілки, dawniej także Nowosiółka) – wieś na Ukrainie, w obwodzie rówieńskim, w rejonie rówieńskim, w hromadzie Zdołbunów. W 2001 liczyła 565 mieszkańców, spośród których 1799 wskazało jako ojczysty język ukraiński, 3 rosyjski, a 1 białoruski.
W okresie międzywojennym wieś znajdowała się w granicach II RP, wchodząc w skład gminy Zdołbica w powiecie zdołbunowskim, w województwie wołyńskim.